# Centrodesmus
Centrodesmus är ett släkte av mångfotingar. Centrodesmus ingår i familjen orangeridubbelfotingar.
Kladogram enligt Catalogue of Life:
| Centrodesmus | \| \| Centrodesmus discrepans \| \| \| \| \| \| Centrodesmus typicus \| \| \| \| |
|              | \| \| Centrodesmus discrepans \| \| \| \| \| \| Centrodesmus typicus \| \| \| \| |
|              | Centrodesmus discrepans                                                          |
|              |                                                                                  |
|              | Centrodesmus typicus                                                             |
|              |                                                                                  |